# Konrad Rieger
Konrad Rieger (Calw, 28 marzo 1855 – Würzburg, 21 marzo 1939) è stato uno psichiatra tedesco.

## Biografia
Studiò medicina presso l'Università di Würzburg e Tubinga, ricevendo il dottorato nel 1878. Lavorò come assistente di Franz von Rinecker al Juliusspital di Würzburg, nel 1882 ottenne la sua abilitazione per la psichiatria. Nel 1887 diventò  professore associato e medico presso il reparto psichiatrico del Juliusspital.
Di sua iniziativa costruì una clinica psichiatrica indipendente presso l'Università di Würzburg (1893). Nel 1895 divenne professore ordinario presso l'università.
La sua ricerca si è ampiamente trattata con temi quali difetti nell'intelligenza, ipnosi, catalessia ipnotica negli animali, epidemia psichica e afasia.

## Opere
- Der Hypnotismus : psychiatrische Beiträge zur Kenntniss der sogenannten hypnotischen Zustände, 1884 (con Hans Virchow).
- Eine exacte Methode der Craniographie, 1885.
- Experimentelle Untersuchungen über die Willensthätigkeit, 1885 (con Otto Tippel).
- Grundriss der medicinischen Elektricitätslehre für Aerzte und Studirende, 1886.
- Beschreibung der Intelligenzstörungen in Folge einer Hirnverletzung nebst einem Entwurf zu einer allgemein anwendbaren Methode der Intelligenzprüfung, 1888.